# Ley Gabinia

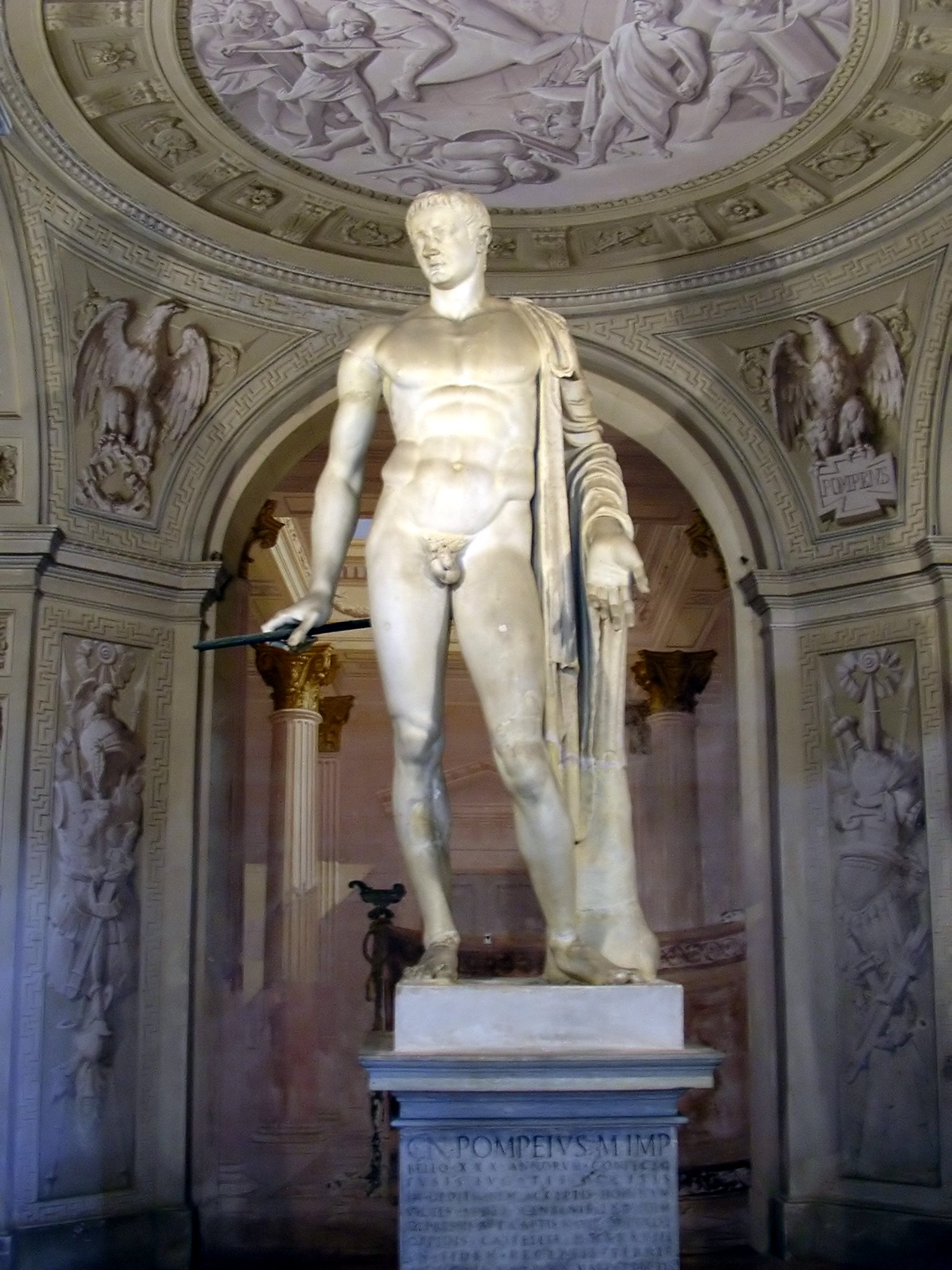
Estatua de Pompeyo Magno, Italia.

La Ley Gabinia, propuesta en el 67 a. C. por el tribuno de la plebe Aulo Gabinio, otorgaba poderes de imperium proconsular a Pompeyo Magno durante tres años en todos los territorios del Mediterráneo y el mar Negro, en un radio de 75 kilómetros desde la costa, con el objetivo de acabar con los ataques piratas que amenazaban la supremacía romana e incluso la propia supervivencia de la urbe.

## Aprobación de la ley
El propio Gabinio, consciente de que su proyecto de ley no sería aprobado en el senado, decidió presentarlo directamente a la asamblea del pueblo.
Ante ella, explicó su ley a grandes rasgos: un general con un imperium equiparable al de los gobernadores provinciales, que podría nombrar quince legados y reunir un ejército a expensas del erario romano. Durante su discurso, nunca nombró a Pompeyo, consciente de que sería elegido por aclamación popular.
A pesar de la férrea oposición del senado, la ley fue aprobada, si bien con algunas diferencias en cuanto al tipo de imperium que ostentaría el general. 

## Consecuencias
Con su elección, Pompeyo se convertía en el hombre más poderoso de Roma, debido al ascendiente obtenido en sus campañas anteriores y al enorme potencial humano y económico que esta ley puso en sus manos. A su disposición se encontraban el equivalente a veinte legiones, además de unas quinientas naves, si bien, nunca llegaron a concentrarse en su totalidad, en gran medida por la rapidez con la que se llevó a cabo la operación. El verdadero peso de la operación lo llevó la flota que, según Plutarco estaba conformada por unas doscientas naves. 
La superioridad de los piratas residía en su movilidad, por lo que para atajarlo, Pompeyo dividió el mar en trece áreas controladas cada una por un legado, con el objetivo de acosar a los piratas y evitar que llegaran a puerto seguro. En un mar que les era hostil y sin posibilidad de desembarcar, los antiguos "señores del mar" dejaron de ser un problema, dando por finalizado este con la batalla de batalla de Coracesio, en la costa sur de Asia Menor.